# Illampu
Illampu és la quarta muntanya més alta de Bolívia. Es troba en la part nord de la Serralada Real, part dels Andes, a l'est del Llac Titicaca. Està al nord de l'Ancohuma, una mica més alt, prop de la ciutat de Sorata. Laguna Glaciar, situada en el massís Illampu-Janq'o Uma, és el 17è llac més alt del món.
Malgrat ser per sota de Janq'o Uma, Illampu té un pic més pronunciat, i té un ascens una mica més difícil. De fet, té "la ruta més dura de qualsevol dels pics de 6.000 metres de Bolívia". La ruta més fàcil, pel Southwest Ridge, està classificada com AD (Bastant difícil), amb congestes de neu de fins a 65 graus. S'accedeix des d'un campament en el costat nord del massís. El pic va ser escalat per primera vegada el 7 de juny de 1928 per aquesta ruta, per Hans Pfann, Alfred Horeschowsky, Hugo Hörtnagel (alemanys) i Erwin Hein (austríac). Altres rutes inclouen la "Ruta Alemanya" en la cara sud-oest i la ruta Cara Sud, totes dues abordades des del costat oest del massís.